# Doris de Agostini
Doris De Agostini (Airolo, 28 de abril de 1958-22 de noviembre de 2020) fue una esquiadora suiza que ganó 1 Medalla en el Campeonato del Mundo (1 de bronce), 1 Copa del Mundo en disciplina de Descenso y 8 victorias en la Copa del Mundo de Esquí Alpino, con un total de 19 podiums.

## Resultados

### Campeonatos Mundiales
- 1978 en Garmisch-Partenkirchen, Alemania
  - Descenso: 3.ª

- 1982 en Schladming, Austria
  - Descenso: 7.ª

### Copa del Mundo

#### Clasificación general Copa del Mundo
- 1975-1976: 24.ª
- 1976-1977: 28.ª
- 1977-1978: 14.ª
- 1978-1979: 42.ª
- 1979-1980: 21.ª
- 1980-1981: 13.ª
- 1981-1982: 16.ª
- 1982-1983: 10.ª

#### Clasificación por disciplinas (Top-10)
- 1977-1978:
  - Descenso: 5.ª

- 1979-1980:
  - Descenso: 8.ª

- 1980]-1981:
  - Descenso: 2.ª

- 1981-1982:
  - Descenso: 2.ª

- 1982-1983:
  - Descenso: 1.ª

#### Victorias en la Copa del Mundo (8)

##### Descenso (8)
| Fecha                   | Lugar          |
| ----------------------- | -------------- |
| 21 de enero de 1976     | Bad Gastein    |
| 12 de enero de 1981     | Schruns        |
| 28 de enero de 1981     | Megeve         |
| 19 de diciembre de 1981 | Hinterglemm    |
| 14 de febrero de 1982   | Arosa          |
| 7 de diciembre de 1982  | Val-d'Isère    |
| 14 de enero de 1983     | Schruns        |
| 29 de enero de 1983     | Les Diablerets |